# NGC 682
NGC 682 ist eine Elliptische Galaxie vom Hubble-Typ E/S0 im Sternbild Walfisch südlich der Ekliptik. Sie ist schätzungsweise 250 Millionen Lichtjahre von der Milchstraße entfernt und hat einen Durchmesser von etwa 105.000 Lichtjahren. 
Das Objekt wurde am 30. Dezember 1785 von dem deutsch-britischen Astronomen Wilhelm Herschel entdeckt.